# Tricyklická molekula

Dibenzazepin

Fenothiazin

Tricyklické molekuly jsou molekuly obsahující tři spojené kruhy.
Ve farmakologii se tako zpravidla označují heterocyklická léčiva; mohou to být antidepresiva, antipsychotika, antikonvulziva, a antihistaminika; obsahovat mohou mimo jiné dibenzazepinové, dibenzocykloheptenové, dibenzothiazepinové, dibenzothiepinové, fenothiazinové, nebo thioxanthenové skupiny.

## Historie
- První tricyklická antihistaminika, jako je prometazin, byla vyvinuta ve 40. letech 20. století.
- U chlorpromazinu, odvozeného od promethazinu a původně používaného jako sedativum, byly v 50. letech objeveny neuroleptické vlastnosti.
- Imipramin, objevený v 50. letech a původně zkoumaný jako antipsychotikum, se stal prvním tricyklickým antidepresivem.
- Karbamazepin, objevený roku 1953, byl v roce 1965 uveden jako antikonvulzivum.
- Klozapin, derivát imipraminu, byl objeven v roce 1958 a na trh uveden v roce 1972.
- V 70. letech byla uvedena na trh první tetracyklická antidepresiva mianserin a maprotilin.
- V 90. letech byl zaveden loratadin jako nesedativní antihistaminikum druhé generace.[1]

| Antidepresiva   | Antidepresiva | Antidepresiva  | Antidepresiva  | Antidepresiva |
| --------------- | ------------- | -------------- | -------------- | ------------- |
| Imipramin       | Amitriptylin  | Iprindol       | Tianeptin      | Doxepin       |
| Antipsychotika  |               |                |                |               |
| Chlorpromazin   | Thioridazin   | Chlorprothixen | Loxapin        | Klozapin      |
| Antihistaminika |               |                |                |               |
| Promethazin     | Cyproheptadin | Latrepirdin    | Loratadin      | Rupatadin     |
| Ostatní         |               |                |                |               |
| Karbamazepin    | Karvedilol    | Karvedilol     | Cyklobenzaprin | Pizotifen     |